# ギミック! (漫画)
『ギミック! 』は、『週刊ヤングジャンプ』2005年24号より連載されていた漫画作品。原作・金成陽三郎 / 作画・薮口黒子。SFXをモチーフにした作品である。単行本は全9巻。

## 概要
当初、この漫画は2004年12月の『週刊ヤングジャンプ』1号・2号のみの読み切り作品であったが、翌年の『週刊ヤングジャンプ』24号より連載がスタートした。SFXアーティストを主人公とし、映画界における数々のSFXの演出や技術をストーリーに盛り込んだ内容となっている。
企画自体は2003年12月に立ち上がっていたものの、漫画家が見つからなかったため、他の企画に埋もれていた。しかし、2004年7月に漫画家・薮口黒子との出会いがあり、読み切り作品として始めて日の目を見ることとなる。
作品の前半はSFXを用いて悪人と戦ったり、様々な困難に立ち向かうアクション要素が強かったが、中盤からはそうした要素は薄れ、SFX技術そのものに焦点を当てたり、映像の捏造と言ったSFXの暗部や、登場人物の人間模様を重点的に描く作風となった。

## あらすじ
河川敷にあるスタジオ「ギミック」の永瀬公平は、しがない特殊メイクアップアーティスト。しかし「神のギンベラ」を駆使したSFXの技術は天下一品。公平が創り出す幻想（ギミック）は現実をも超える存在となる。

## 登場人物

### 主要人物
永瀬 公平（ながせ こうへい）
本作の主人公。23歳。スタジオ「ギミック」でSFXの仕事を請け負う特殊メイクアップアーティスト。美人に目がない女たらしであり、美人を見るとやる気を出す。「SFXの神様」と称されるR・Bの下でSFXを学び「神のギンベラ」を託されたほどの人物。R・B仕込みの技術は一級品であり、作業に集中するときは大音量でヘヴィメタルを掛けながら行う（イヤホンを使っているにもかかわらず周りの人間が思わず耳を塞ぐほど）。
学生時代からSFXに掛ける情熱は並外れており、純粋に心からSFXを楽しんでいる。しかしSFXを仕事のみならず私生活でも（主にイタズラに）使用する程であり、SFXバカとすら言われてしまう事も。しかし何かとトラブルに巻き込まれる事が多く、特に連載初期は命に関わるような事件に立ち向かう羽目になる事もしばしばあった。紋音の一件以来、行方不明のR・Bと関わりがあるとされる「業魔のギンベラ」を持つ男を探している。
SFXの仕事がしたいと言う理由で高校を中退。当ても無く渡米してハリウッド入りするが、英語が喋れずコネも無いため、当然どこのスタジオからも追い出されていた時にR・Bと偶然出会い、素質を見出されて彼の元へ弟子入りする。それから3年間ハリウッドで活躍していたが、独断で請けた仕事が実はイラク戦争に向けたアメリカ政府の軍志願者を募る映像であり、親友のダンがそれが原因で入隊・戦死した事からSFXに絶望。一度は自らの右腕にギンベラを突き刺して二度とSFXをやれなくしようとしたが、入院中にR・Bがスタジオを畳んで失踪した事と、彼の残した手紙によって再びSFXを始める事を決意。必死のリハビリを経て右腕の感覚を取り戻し、日本に戻って来た後に神無月と出会い、スタジオ「ギミック」を立ち上げた。神のギンベラはその際、R・Bより託されたものである。右手にいつも手袋をはめているのは、その時の傷痕を隠すためである。
連載初期は記憶だけで実物と寸分違わぬライフマスクを彫り上げたり、短時間で何人もの人間に特殊メイクを施すと言った超人的な技術を披露していたが、連載が進むにつれて現実的な作業をする事が多くなった。但し、それでも一級品の技術力に変わりは無い。
純粋にSFXを楽しんでいるがために、それに優劣を付けたり評価される事には興味はなく、J-SMAC（日本特殊メイクアーティストコンテスト）の話を持ち出された時も無関心だったが、R・Bに気付いて貰えるために自ら動く事を決意し、J-SMACに参加。数々の戦いを乗り越えた後に決勝戦にて「業魔のギンベラ」を持つ男にして兄弟子にあたる野間渕と対決し、一度は打ちのめされるも最終的に勝利し、優勝する。その後、ダンの家族との和解、R・Bとの再会を経て、R・Bの新スタジオに誘われるも、最終的に出した結論はスタジオ「ギミック」を続ける事だった（R・Bの仕事を手伝う時はそちらに赴く事にした）。

神無月 慎吾（かんなづき しんご）
スタジオ「ギミック」で永瀬公平とともに生活する超一流のスタントマン。23歳。スタントの世界記録を樹立するなど身体能力は抜群である。一時期、大怪我をしたことによるショックにより、スタントが出来なくなっていたが、永瀬公平と出会ったことでトラウマを克服し、再びスタントに復帰。それ以降、公平と共に行動するようになる。スタジオ「ギミック」では家事を担当する。真面目な性格で基本的には公平のイタズラをたしなめるツッコミ役だが、いざと言う時はその肉体を生かして活躍し、公平のSFXと息の合ったコンビネーションを見せる。時には人間離れした筋力や身体能力をも見せる。なお、下の名前で呼ぶキャラクターが存在しなかったために、本名が不明なままであったが、4巻で初めて下の名前が判明した。
一時期はスタントマンと言う危険な仕事をする事を母親に咎められるも、スタントにかける情熱を身を以て証明し、母にも認められた。
島倉 紋音（しまくら もね）
シーンNo.15「オーバー・ザ・レインボー (1) 」より登場。16歳の高校生。眼鏡を掛けた大人しい少女で、クラスでは一人だけ正規の制服を着ている。マットペイントの技術に長けており、写真と見紛うほどの絵を描くことが出来る。当初、公平を自分の父親の命を奪った人物だと思い込み、絵の技術を使い公平を様々な罠にかけようとした。しかし、誤解が解け、事件が解決した後は公平たちのスタジオ「ギミック」によく出入りしている。本人としてはもっと絵の技術を学び、いずれはスタジオ「ギミック」のスタッフに加えてもらうのが目標だが、既に一員のようなものである。女子校に通っており、一時期はイジメに遭っていたがシーンNo.Ex「マッハばあちゃん！！」の様子を見る限りでは友人もでき、イジメはなくなったと思われる。
麻生 志保（あそう しほ）
麻生芸能事務所所長。公平が持っている技術を評価し、様々な仕事を持ち込んでは扱き使っている。公平が余計なイタズラでトラブルを起こした場合は暴力的なお仕置きをしている。
蒲生（がもう）
シーンNo.8「エイリアン・パニック (2) 」より登場する警部。「エイリアン・パニック」ではいち早く事件の真相に気づき、最初は公平と神無月を犯人と思って逮捕するも、最終的には公平を助ける役割を果たした。以降も度々登場する。
R・B
シーンNo.20「オーバー・ザ・レインボー (8) 」より登場。公平のSFXの師匠であり、世界的に有名なSFXアーティスト。読み切り版での本名は「リッキー・ベイカード」。しかし、あることをきっかけに、ハリウッドから姿を消した。その際、公平に自らの魂そのものである「神のギンベラ」を託している。
公平と出会う以前、弟子であった野間渕に袂を分かたれた事と、本来のSFXとはかけ離れた望まない仕事が増えてきたことからSFXを続ける事に苦悩していたが、公平の可能性に新たに希望を見出していた。しかしその公平が野間渕と同じように過ちを犯し、しかも自らの腕を潰すほどに追い詰められた事から自分を責め、スタジオを畳んで失踪した。それ以来、公平が学生時代から使っていた竹のヘラと共に世界中を回りながら小さな仕事を請け負ったりしていたが、やがて新スタジオを立ち上げ、新たなスタートを切っていた。公平がJ-SMACで優勝した事を知り、再び彼の元へ現れる。
モデルはリック・ベイカー。原作の金成陽三郎が実際に会って漫画出演の許可を取っており、その際に「僕を出演させるなら若くて格好良くしてくれよ」と言われたと言う。
野間渕 一樹（のまぶち かずき）
本名は溝口一樹。シーンNo.17「オーバー・ザ・レインボー (3) 」より登場。黒い神のギンベラ「業魔のギンベラ」を持つ男で、公平と同等、もしくはそれ以上の技術を持つ男。技術を悪用し、裏社会を渡り歩く男。公平がSFXの技術を身につけたリッキー・ベイカードのスタジオの関係者であることを匂わせる発言をたびたび行う。紋音の父が殺害された事件、小早川かすみの脅迫事件にて暗躍していたが、それ以降は特に音沙汰が無かった。J-SMACにてようやく再登場。当初は眼鏡を掛けた頼りない青年として参加していたが、シーンNo.77「評決のとき (2) 」において、正体を明かす。公平と同じくR・Bの弟子であったが、考えの違いから決別し、現在に至る。決勝戦にて公平と対決し、一度は彼を絶望の淵に追い込んだものの、公平が手袋を外して傷痕を晒した事、その純粋なSFXへの情熱を受けた事、ドキュメンタリー作家だった父をSFX技術で超えようとしたと言う自身の本心を突かれた事などから、かつての情熱を思い出す。公平に敗北した後は、まるで憑き物が落ちて改心したような表情で去って行った。
拓海（たくみ）
シーンNo.34「魔法使いの弟子 (1) 」より登場。中学生。SFXにあこがれる少年で、自称公平の一番弟子。公平も一目置くほどのジオラマ作りの技術を持っている。公平は昔の自分と重ね合わせているせいか、拓海に対して何かと甘い。
ダン
シーンNo.41「フィールド・オブ・ドリームス (3) 」より登場。公平のハリウッド時代の友人で、愛称はダニー。貧しい家庭で母や幼い兄弟達のためにR・Bのスタジオの警備員として働いていた際に公平と出会う。父の工場が日本人に買収されていたことで最初は日本人である公平を「ジャップ」と呼んで毛嫌いしていたが、ある出来事から次第に打ち解けて行く。しかし9・11のテロから全ては狂い出し、アメリカ政府が公平を利用して作らせた映像が元でイラク戦争に志願。戦死してしまう。責任を感じた公平はナイフを右手に突き刺した。この事件が公平にとって大きなターニングポイントとなる。
加賀世 康生（かがせ こうせい）
シーンNo.55「ミスター・ダウト (1) 」より登場。公平の名を騙っていた中年。現在では腕は衰えているが、20年も映画に携わってきたベテランのSFXアーティストで、10年前まで多くの仕事をこなしていた。しかしCG技術の発達によりSFXの必要性が減った事でやる気を無くし、いい加減な仕事しかしなくなったために落ちぶれていた。
当初は公平を負かそうと卑怯な方法で勝負を挑むも、錆付いた腕ではその差は歴然であり勝負にならず、同時に闇金より500万円の借金の返済を迫られて拉致される。公平は映画マニアであった闇金の社長に、加賀世の腕に見込みがあれば借金返済を待つ事を条件にSFX勝負を行う事を申し出る。結果は公平の圧勝だったが、昔の勘を取り戻しつつあった加賀世の技術は認められ、返済は延期された。その後はSFXアーティストとして再起し、J-SMACに参加して公平と共闘した。
日吉 若菜（ひよし わかな）
シーンNo.64「グラディエーター (2) 」より登場。J-SMACの参加者の若い女性。札幌の小さな特殊メイク工房でアシスタントをしていたが、師匠の工藤が病に倒れた事でその治療費を稼ぐためにJ-SMACに参加した。学生時代に家出していた所、何気なく作っていた針金細工を工藤に見込まれ、工房にて特殊メイクを教わっていた。
J-SMACでは公平と共闘し、悪質な妨害をも突破して共にコマを進めて行く。しかし大会終盤で公平と戦う事になり、彼女の事情を知る公平は苦悩する。しかし仲間達の言葉で決意を固め、全力で勝負に臨み、結果は若菜の敗北に終わった。しかしその後、公平の計らいで仕事を回してもらい、治療費の目処が経った。

### ゲストキャラ
立原 綾香（たちはらあやか）
シーンNo.1「逃亡女優 (1) 」から登場。公平も夢中のアイドルだが、その実態はマネージャーの鷹木に酷使されており、恋人と引き離され、ギャラを使い込まれたり暴力を受けたり、果ては陵辱もされるほどの仕打ちを受けていた。それでも「最高の女優になって恋人に会いに行く」と言う目標のために耐えていた。その恋人が海外に発つ事を知り、脱走を試みた所を公平と出会う。公平のSFXで鷹木を欺き、恋人と再会。機上の人となり、その後は自分の意志で女優としての再起を図る。
伊藤 清史（いとうきよし）
シーンNo.3「恐怖のモンスターハウス (1) 」から登場。スプラッタを得意とするSFXアーティストだが、プライドの固まりのような男で、自分の仕事を否定されると冷静さを失う。ホラーテーマパーク「モンスターパーク」に使う人形を作る仕事を請け負ったが、スプラッタ系の人形しか作らなかったために受け入れられず、逆恨みで爆弾テロを起こす。最後は公平のSFXに騙され、恐怖に慄いた所を拘束された。巻末のあとがきにて、後に公平のライバルとしての再登場を匂わせる事が書かれていたが、結局実現せずに終わった。ちなみに伊藤清史とは本作のスペシャルサンクスに名を連ねている人物と同じ名前である。
梶尾 美穂（かじおみほ）
シーンNo.6「ハダカのままで」に登場。グラビアアイドルだが、交通事故で体に大きな傷跡が残ってしまい、映画撮影の間だけでも傷跡を消して欲しいと公平に依頼する。公平のSFXにより撮影は成功するが、写真週刊誌のカメラマンに傷跡を撮られてしまう。しかしそれも公平のSFXで騙し、事なきを得た。
水沼 静一（みずぬませいいち）
シーンNo.7「エイリアン・パニック (1) 」より登場。公平にエイリアンのアニマトロニクスの製作を依頼した映画関係者。その依頼を受けて公平はエイリアン人形「案太郎（エイリ案太郎）」を作り上げる。しかし彼の正体は強盗団のボスである連続強盗殺人犯で、子供だろうと容赦なく殺す外道であり、水沼と言う名前も偽名である。案太郎を陽動に使って強盗殺人を繰り返し、公平にも重傷を負わせるが、最後の強盗の際に公平達の反撃に遭い、仲間を全員拘束される。当て付けのように案太郎を破壊し、自分だけ逃走を図るが公平と神無月によって阻止された。最期まで悪足掻きをしたが、万策尽き果てて逮捕された。
デル
シーンNo.14「マスク・オブ・トロ」に登場。映画『シン・シティ』に出演したオスカー俳優であり、モデルはベニチオ・デル・トロ。本名は「ベネチオ・デル・トロ」と思われるが、何故か「トロ」の部分を発言しようとすると妨害が入る。公平とは嘗て共に仕事をした仲であり、志保も彼の大ファン。しつこく追い回す女ストーカーの目を欺くために公平にマスクの作成を依頼する。しかしストーカーにデルのスケジュールをリークしていたのはマネージャーのケビンであった。自分の犯行がバレそうになったケビンは公平を騙して変装用マスクを作らせるが、それを見抜いていた公平に嵌められ、逆にストーカーに襲われてしまう。デルは後に再び登場している。
紋音の父
故人。美術館の職員だったが館長である小出の犯行に気付き、自首を求めるも罪を被された上に殺害されてしまう。公平すら驚愕するほどの絵を描く人物であり、紋音の絵の才能は父親譲りである事が分かる。
小出（こいで）
シーンNo.17「オーバー・ザ・レインボー (3) 」より登場。紋音の父が勤めていた美術館の館長であり、幼くして母を亡くした紋音を昔から可愛がっていた。しかし実際は美術館の所蔵品を偽物とすり替えて横流しており、それでいて自分を「人生の勝ち組」と豪語する傲慢な性格。紋音の父にそれを指摘された際、一緒に組んで大儲けしようと持ち掛けるも断られた。野間淵のメイクで紋音の父に変装して彼に罪を着せ、殺害した。海外逃亡を図ろうとするも、公平達の協力を受けた紋音のマットペイントによって阻止され、逮捕された。
小早川 かすみ（こばやかわかすみ）
シーンNo.20「TBコンフィデンシャル (1) 」より登場。小早川鉄道他、ホテルやデパートを経営する小早川家の娘であり、亡くなった祖父の跡を継ぐ事になっていた。紋音とは紋音の父が勤めていた美術館にかすみの祖父が絵を寄進した事で知り合い、交流がある。20歳の誕生パーティの場で当主宣言を行い、遺産8000億円を相続する事になっていたが、彼女自身は遺産を分配する事は考えておらず（祖父が元気な時はご機嫌取りで金を借りていた親戚達が、祖父が入院したら誰も見舞いに来なかった事で、おじいちゃんっ子だったかすみは、そんな親戚達に祖父の物は何一つあげたくないと考えた）強気の姿勢を崩さなかったために脅迫を受けてしまう。紋音の依頼を受けた公平達はSFXで彼女の護衛に就き、最初は衝突してばかりだったが次第に打ち解けて行く。事件解決後は公平にキスをし、無事に当主宣言を終えることが出来た。後にJ-SMACの決勝戦にて公平の活躍を観戦している。
辻下（つじした）
シーンNo.21「TBコンフィデンシャル (2) 」より登場。かすみの伯母である真紀子の夫で、妻に頭が上がらない気弱な男性。しかし実は脅迫事件の真犯人である。事業に失敗した上に保証人になった事で借金塗れになり、小早川の遺産配分に賭けていたものの、かすみが遺産全ての相続を決めたために暴走し、脅迫という強硬手段に出てしまった。雇った殺し屋を公平達に拘束された事で、自らその殺し屋を始末し、かすみを直接手に掛けようとしたが、公平と神無月に阻止される。犯罪に手を染めたものの、殺したと思ったかすみが実は無事だった事を知って安堵の涙を流すように、本来は優しい人物である。最後はかすみに侘び、警察に出頭した。
沙耶（さや）
シーンNo.33「バラの蕾」に登場。志保の姪で、母（志保の姉）が亡くなってからは志保と暮らしていた。病で余命幾許も無く、自分が死んだ後、ウイーンに居る音大生の恋人にやつれ切った顔を見せたくないとして、公平にメイクを依頼する。笑うと免疫力が上がると言う僅かな可能性に賭け、公平は彼女を笑わせるギミックを毎日のように持って行くがそれが功を奏する事はなかった。しかし既に鎮痛剤も効かない中、公平が笑わせる間は痛みを忘れていたと言う。最期は特殊メイクで沙耶の母に化けた志保に看取られ、安らかに息を引き取った。

### 読み切り版の登場人物
椚 涼子（くぬぎ りょうこ）
公平がイタズラでバラ撒いたチラシを見てスタジオギミックを訪れた若い女性。祖父・椚道長はとある会社の会長であるが病床にあり、近々行われる会議に出席しなければ反会長派に追い出されてしまうと言う。そのため、SFXで別人を椚に化けさせて会議に出席し、会長は未だ健在だと見せ付けるために公平達を頼ってきた。
その正体は広域指定暴力団・椚組の組長である椚の妻であり、依頼の真の意図は敵勢力が送り込んだヒットマンに撃たれる身代わりにする事であった。しかしそれだけではなく、ヒットマンが送り込まれたと言う事実を利用し、暗殺に見せかけて椚を始末し、財産を全て奪う事も画策していた。しかし反撃にやってきた公平達に翻弄され、一時は公平の裏を掻き追い詰めたかに見えたが、結局それも公平に裏を掻かれており、最後の最後まで騙された挙句企みが暴露された事で椚組に拘束された。
椚 道長（くぬぎ みちなが）
涼子の祖父。神保商事と言う会社の会長で現在は病床にある。と、言うのは真っ赤な嘘で、その正体は椚組組長で涼子の夫。公平達を利用してヒットマンを欺こうと画策するが、涼子の策を見抜けず射殺される。しかしそれは神無月が化けたもので、本人は既に眠らされていた。最後は公平達に真実を知らされ、涼子を拘束する。公平達の手腕を買って一度は極道の世界に誘うが、「それもいいけどこのギンベラと舞台があれば十分」と断られる。